# Gołotczyzna (przystanek kolejowy)
Gołotczyzna – przystanek kolejowy w Gołotczyźnie, w województwie mazowieckim, w Polsce.

## Ruch pasażerski[1]
| Rok  | Wymiana pasażerska na dobę |
| ---- | -------------------------- |
| 2017 | 300-499                    |
| 2018 | 300-499                    |
| 2019 | 300-499                    |
| 2020 | 300-499                    |
| 2021 | 300-499                    |
| 2022 | 500-699                    |
| 2023 | 500-699                    |

## Połączenia
| Przewoźnik         | Linia | Trasa                                                    |       |
| ------------------ | ----- | -------------------------------------------------------- | ----- |
| Koleje Mazowieckie | R90   | Warszawa Zachodnia - Gołotczyzna - Ciechanów - Działdowo | [ 4 ] |